# Carla Bacigalupo
Carla Bacigalupo Planás (Luque, 2 de octubre de 1973) es una abogada y política paraguaya, que actualmente se desempeña como ministra del Ministerio de Trabajo, Empleo y Seguridad Social del Paraguay, nombrada por el presidente Mario Abdo Benítez.

## Biografía
Egresó como abogada de la Facultad de Derecho de la Universidad Nacional de Asunción (UNA). También es notaria y escribana pública y realizó una Maestría en Derecho. Ejerce la docencia universitaria desde 1999.
En 1999 ingresó al Poder Judicial como secretaria de la Defensoría de Pobres, Ausentes e Incapaces. Luego fue actuaria judicial del Juzgado del Cuarto Turno, en lo Civil y Comercial. Sus siguientes cargos fueron: relatora de la Fiscalía General del Estado en temas constitucionales (2001-2012), directora general jurídica del Ministerio de Justicia y Trabajo (2013), viceministra de Política Criminal (2014-2015) y jueza penal de Garantía (2015).
Desde el 6 de enero de 2016 fue designada ministra de Justicia por el exmandatario, Horacio Cartes, liderando proyectos de reinserción social hasta su destitución en julio de ese mismo año.
En agosto de 2018 fue designada ministra de Trabajo por el presidente Mario Abdo Benítez.